# 孙振 (1926年)
孙振（1926年—），曾用名余之表，男，江苏靖江人，中国摄影家，曾任中国摄影家协会副主席，中国文学艺术界联合会全国委员会委员。